# BMW serii 5 Gran Turismo
BMW serii 5 Gran Turismo – samochód osobowy klasy wyższej produkowany pod niemiecką marką BMW w latach 2009 – 2017. Samochód nosił oznaczenie fabryczne F07.

## Historia modelu

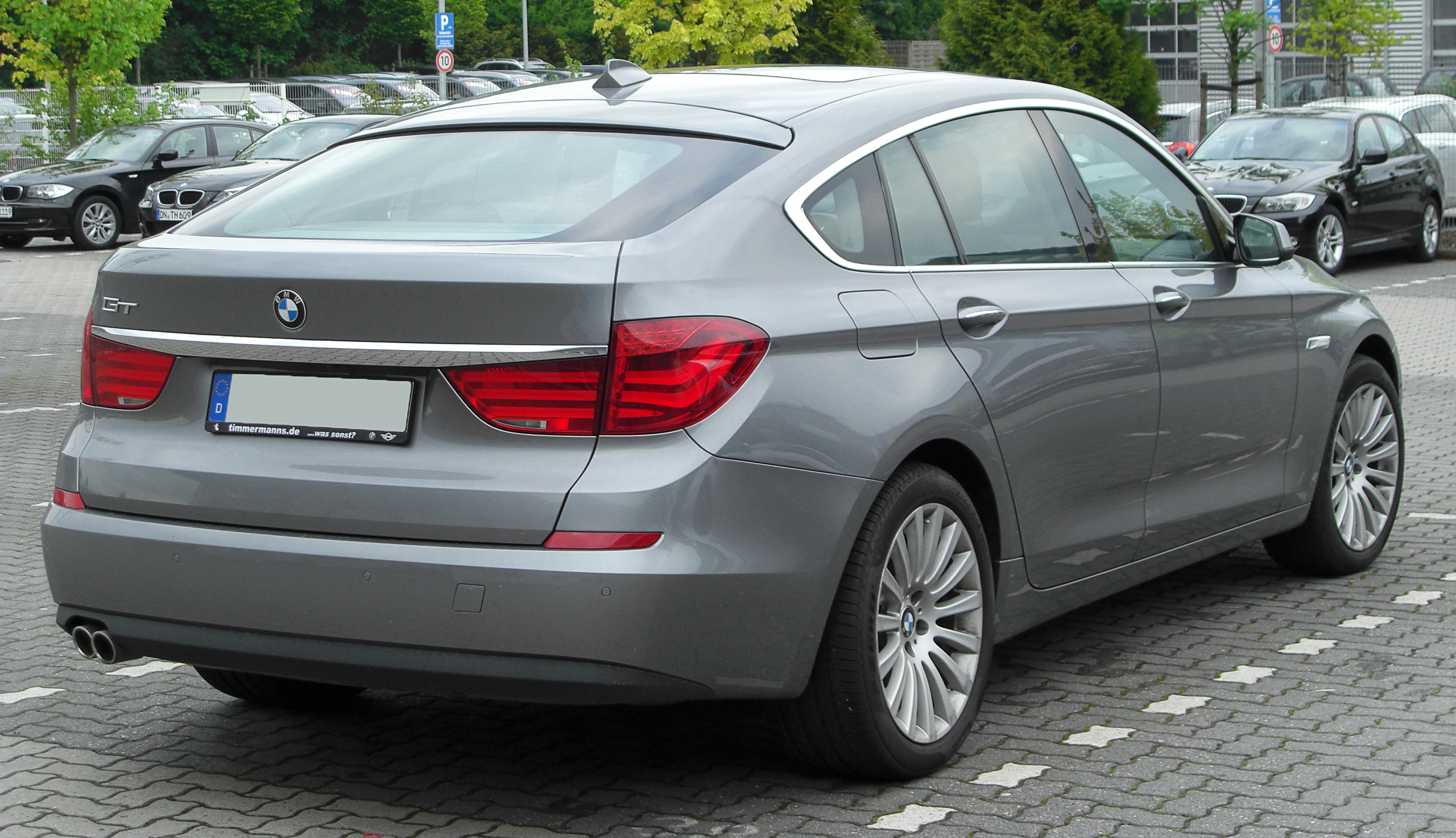
BMW serii 5 Gran Turismo – tył

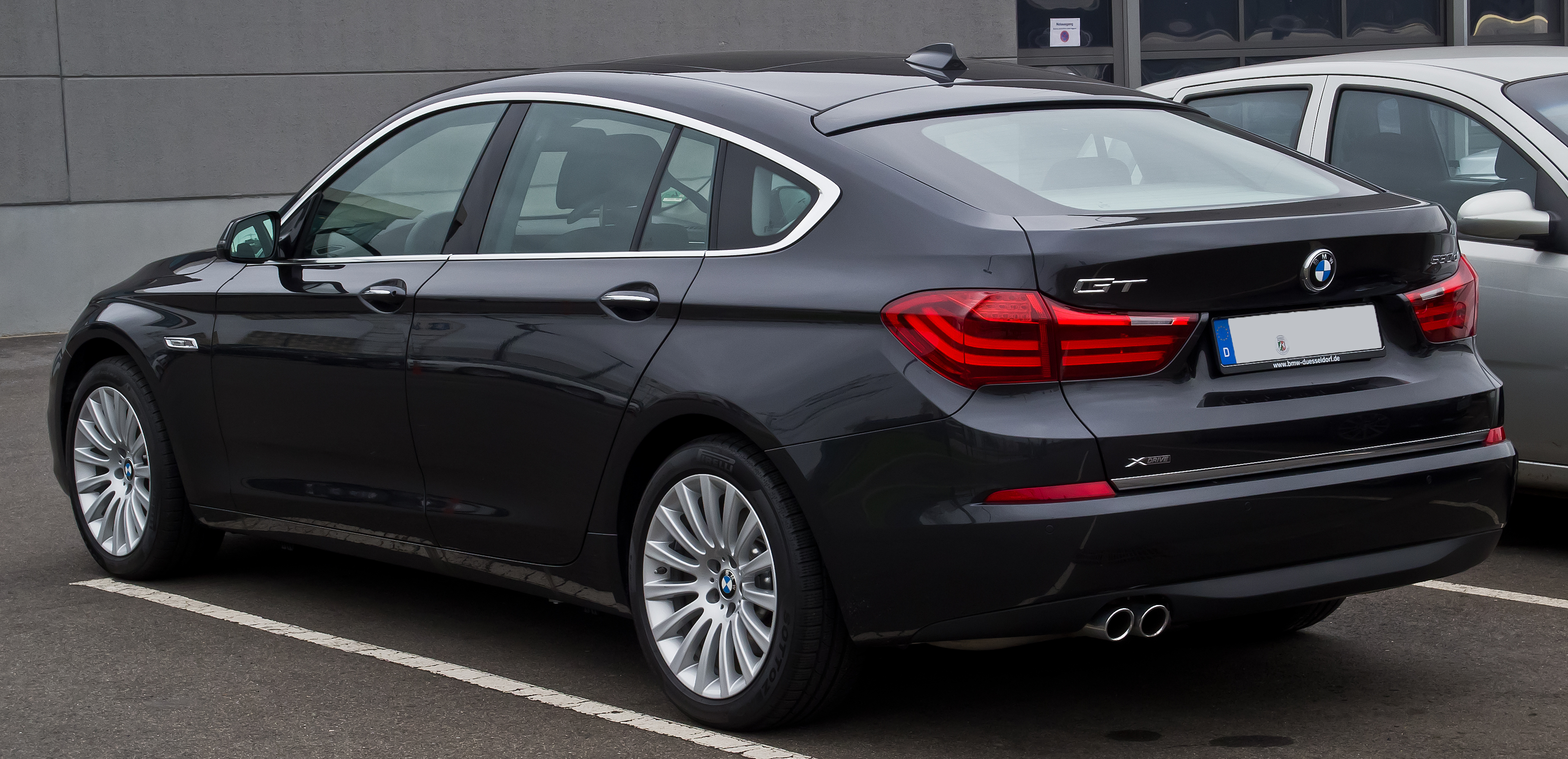
BMW serii 5 Gran Turismo – tył po modernizacji

Pojazd technicznie bazuje na podwoziu serii 7 (F01). Nadwozie charakteryzuje się rozciągniętą sylwetką, linią dachu typową dla coupé, pozbawionymi ramek szybami w drzwiach oraz światłami do jazdy dziennej w technologii LED. Bagażnik otwierany jest na dwa sposoby jak w sedanie albo razem z szybą – jak w liftbacku. Pojemność bagażnika można regulować – ze standardowych 440 l do 590 l poprzez przesunięcie tylnych siedzeń o 10 cm albo do 1700 litrów poprzez całkowite złożenie tylnych siedzeń.
Auto oferowane było w czterech wersjach silnikowych – sześciocylindrowa jednostka benzynowa o pojemności trzech litrów z turbodoładowaniem i systemem Valvetronic osiągająca moc 306 KM, benzynowe V8 z podwójnym turbo osiągające 407 KM oraz trzylitrowy silnik wysokoprężny o mocy 245 KM, który w wersji z podwójnym doładowaniem osiąga moc 299 KM. Wszystkie silniki spełniają normę EURO 5. Silniki połączone są z ośmiobiegową automatyczną skrzynią biegów znaną z nowej 760i. Auto standardowo wyposażone jest w iDrive z ekranem 10,2 cala, tylne samopoziomujące się zawieszenie, opony typu runflat, halogeny, światła hamowania pulsujące przy dużej intensywności hamowania czy automatyczną klimatyzację. Opcjonalnie auto można m.in. wyposażyć w panoramiczny szklany dach, bi-xenony, funkcję doświetlania zakrętów, czterostrefową klimatyzację, nawigację satelitarną z twardym dyskiem (12 GB wolnego miejsca na muzykę w formacie MP3), złącze USB, system DVD z tyłu, Head-Up Display – wyświetlający dane i komunikaty na przedniej szybie oraz elektrycznie chowany hak holowniczy.
Produkcja 5 GT zakończyła się jesienią 2017 roku. Model został zastąpiony przez pozycjonowany wyżej model 6 Gran Turismo.
Samochód produkowany był z przeznaczeniem na rynek europejski oraz amerykański.

### Rynek europejski
| Data          | Wersja |
| ------------- | ------ |
| 2008 wrzesień | 530d   |
| 2008 wrzesień | 535i   |
| 2008 wrzesień | 550i   |
| 2009 maj      | 535d   |

### Rynek amerykański
| Data          | Wersja |
| ------------- | ------ |
| 2008 wrzesień | 535i   |
| 2008 wrzesień | 550i   |

### Dane techniczne
| Wersja                | Silnik:                               | Układ zasilania:   | Średnica × skok tłoka: | St. sprężania:     | Moc maksymalna:                         | Maks. moment obrotowy           | 0-100 km/h:        | V-max:             |
| Silniki benzynowe:    | Silniki benzynowe:                    | Silniki benzynowe: | Silniki benzynowe:     | Silniki benzynowe: | Silniki benzynowe:                      | Silniki benzynowe:              | Silniki benzynowe: | Silniki benzynowe: |
| --------------------- | ------------------------------------- | ------------------ | ---------------------- | ------------------ | --------------------------------------- | ------------------------------- | ------------------ | ------------------ |
| 535i                  | R6 3,0 l (2979 cm³), DOHC, turbo      | wtrysk             | 84,00 mm × 89,60 mm    | 10,2:1             | 306 KM (200 kW) przy 5800 obr./min      | 400 N•m przy 1500-5000 obr./min | 6,3 s              | 250 km/h           |
| 550i                  | V8 4,4 l (4395 cm³), DOHC, twin-turbo | wtrysk             | 89,00 mm × 88,30 mm    | 10,0:1             | 407 KM (300 kW) przy 5500-6400 obr./min | 600 N•m przy 1750-4500 obr./min | 5,5 s              | 250 km/h           |
| Silniki wysokoprężne: |                                       |                    |                        |                    |                                         |                                 |                    |                    |
| 530d                  | R6 3,0 l (2993 cm³), DOHC, turbo      | common rail        | 84,00 mm × 90,00 mm    | 16,5:1             | 245 KM (180 kW) przy 4000 obr./min      | 540 N•m przy 1750-3000 obr./min | 6,9 s              | 240 km/h           |
| 535d                  | R6 3,0 l (2993 cm³), DOHC, twin-turbo | common rail        | 84,00 mm × 90,00 mm    | 16,5:1             | 299 KM (220 kW) przy 4400 obr./min      | 600 N•m przy 1500-2500 obr./min | 6,1 s              | 220 km/h           |